# Votations fédérales de 2018 en Suisse
Dix votations fédérales sont organisées en mars, juin, septembre et novembre 2018 en Suisse. L'organisation de votations fédérales à ces dates est communiquée pour chacune quatre mois à l'avance par la Chancellerie fédérale.

## Mois de mars
Le 4 mars 2018, deux objets sont soumis à la votation :
1. Un référendum obligatoire (Arrêté fédéral du 16 juin 2017) portant sur le nouveau régime financier 2021.
2. L'initiative populaire du 11 décembre 2015 « Oui à la suppression des redevances radio et télévision » (suppression des redevances Billag)

### Résultats
| Question            | Pour      | Pour | Contre    | Contre | Blancs | Nuls   | Total     | Inscrits  | Partici- pation | Cantons pour | Cantons pour | Cantons contre | Cantons contre |
| Question            | Votes     | %    | Votes     | %      | Blancs | Nuls   | Total     | Inscrits  | Partici- pation | Entiers      | Demi         | Entiers        | Demi           |
| ------------------- | --------- | ---- | --------- | ------ | ------ | ------ | --------- | --------- | --------------- | ------------ | ------------ | -------------- | -------------- |
| Régime financier    | 2 358 086 | 84,1 | 445 464   | 15,9   | 89 409 | 11 088 | 2 904 047 | 5 391 090 | 53,87           | 20           | 6            | 0              | 0              |
| Fin de la redevance | 833 837   | 28,4 | 2 098 302 | 71,6   | 14 515 | 9 700  | 2 956 354 | 5 391 090 | 54,84           | 0            | 0            | 20             | 6              |

## Mois de juin
Le 10 juin 2018, deux objets sont soumis à la votation:
1. L'initiative populaire du 11 décembre 2015 « Pour une monnaie à l'abri des crises : émission monétaire uniquement par la Banque nationale ! (Initiative Monnaie pleine) » (Initiative Monnaie pleine)
2. Un référendum facultatif (Loi fédérale du 29 septembre 2017) portant sur les jeux d'argent.

### Résultats
| Question         | Pour      | Pour | Contre    | Contre | Blancs | Nuls  | Total     | Inscrits  | Partici- pation | Cantons pour | Cantons pour | Cantons contre | Cantons contre |
| Question         | Votes     | %    | Votes     | %      | Blancs | Nuls  | Total     | Inscrits  | Partici- pation | Entiers      | Demi         | Entiers        | Demi           |
| ---------------- | --------- | ---- | --------- | ------ | ------ | ----- | --------- | --------- | --------------- | ------------ | ------------ | -------------- | -------------- |
| Monnaie pleine   | 442 387   | 24,3 | 1 379 540 | 75,7   | 37 081 | 6 961 | 1 865 969 | 5 400 197 | 34,55           | 0            | 0            | 20             | 6              |
| Loi sur les jeux | 1 326 207 | 72,9 | 492 024   | 27,1   | 38 834 | 6 889 | 1 863 954 | 5 400 197 | 34,52           |              |              |                |                |

## Mois de septembre
Le 23 septembre 2018, trois objets sont soumis à la votation :
1. Un référendum obligatoire (Arrêté fédéral du 13 mars 2018) concernant les voies cyclables et les chemins et sentiers pédestres.
2. L'initiative populaire du 26 novembre 2015 « Pour des denrées alimentaires saines et produites dans des conditions équitables et écologiques » (Initiative pour des aliments équitables).
3. L'initiative populaire du 30 mars 2016 « Pour la souveraineté alimentaire. L'agriculture nous concerne toutes et tous ».

### Résultats
| Question                 | Pour      | Pour | Contre    | Contre | Blancs | Nuls  | Total     | Inscrits  | Partici- pation | Cantons pour | Cantons pour | Cantons contre | Cantons contre |
| Question                 | Votes     | %    | Votes     | %      | Blancs | Nuls  | Total     | Inscrits  | Partici- pation | Entiers      | Demi         | Entiers        | Demi           |
| ------------------------ | --------- | ---- | --------- | ------ | ------ | ----- | --------- | --------- | --------------- | ------------ | ------------ | -------------- | -------------- |
| Voies cyclables          | 1 475 000 | 73,6 | 529 253   | 26,4   | 18 315 | 6 288 | 2 028 856 | 5 412 449 | 37,48           | 20           | 6            | 0              | 0              |
| Aliments équitables      | 774 821   | 38,7 | 1 227 326 | 61,3   | 22 203 | 6 496 | 2 030 846 | 5 412 449 | 37,52           | 4            | 0            | 16             | 6              |
| Souveraineté alimentaire | 628 301   | 31,6 | 1 358 894 | 68,4   | 34 006 | 6 797 | 2 027 998 | 5 412 449 | 37,47           | 4            | 0            | 16             | 6              |

## Mois de novembre
Au cours de sa séance du 4 juillet 2018, le Conseil fédéral a décidé de soumettre les trois objets suivants à la votation populaire du 25 novembre 2018 :
1. Une initiative populaire du 23 mars 2016 « Pour la dignité des animaux de rente agricoles (Initiative pour les vaches à cornes) » ;
2. Une initiative populaire du 12 août 2016 « Le droit suisse au lieu de juges étrangers (initiative pour l’autodétermination) » ;
3. Un référendum facultatif portant sur la loi fédérale du 16 mars 2018 sur la partie générale du droit des assurances sociales (LPGA) (base légale pour la surveillance des assurés).

### Résultats
| Question                            | Pour      | Pour  | Contre    | Contre | Blancs | Nuls   | Total     | Inscrits  | Partici- pation | Cantons pour | Cantons pour | Cantons contre | Cantons contre |
| Question                            | Votes     | %     | Votes     | %      | Blancs | Nuls   | Total     | Inscrits  | Partici- pation | Entiers      | Demi         | Entiers        | Demi           |
| ----------------------------------- | --------- | ----- | --------- | ------ | ------ | ------ | --------- | --------- | --------------- | ------------ | ------------ | -------------- | -------------- |
| Dignité des animaux agricoles       | 1 144 845 | 45,26 | 1 384 027 | 54,74  | 78 817 | 10 558 | 2 618 247 | 5 420 789 | 48,30           | 4            | 2            | 16             | 4              |
| Initiative pour l’autodétermination | 872 288   | 33,7  | 1 713 501 | 66,3   | 29 162 | 9 185  | 2 624 136 | 5 420 789 | 48,41           | 0            | 0            | 20             | 6              |
| Droit des assurances sociales       | 1 667 849 | 64,7  | 909 172   | 35,3   | 36 296 | 9 074  | 2 622 391 | 5 420 789 | 48,38           |              |              |                |                |